# Protestele împotriva legilor anti-gay din Rusia
Protestele olimpice împotriva legilor anti-gay din Rusia au început în lunile premergătoare Jocurilor Olipice de Iarnă desfășurate la Soci. Programate să aibă loc în perioada 6-23 februarie 2014, jocurile olimpice sunt un eveniment sportiv major internațional care se ține o dată la patru ani.  ...  În 2013 Rusia a fost criticată de comunitatea internațională pentru adoptarea unei legi care interzice distribuirea „propagandei relațiilor sexuale netradiționale” minorilor. De la trecerea legii anti-gay, presa a reportat arestarea unor activiști pentru drepturile LGBT dar și o incidență în creștere a infracțiunilor motivate de ură (hatecrime), inclusiv infracțiuni perpetrate de grupuri neo-naziste împotriva unor minori gay. O lege care interzie paradele gay în Moscova pentru o sută de ani a fost de asemenea adoptată. 
Presiunea internațională a fost exercitată pentru constrângerea CIO să mute jocurile olimpice în altă țară, la fel, a existat și presiune asupra sponsorilor olimpici să ia atitudine pentru egalitatea drepturilor LGBT.  În tandem cu acesta, s-au făcut apeluri pentru boicotarea și proteste înainte, în timpul și după jocurile olimpice, diverse organizații și grupuri organizând efortul. În plus, mai mulți politicieni, printre care președintele american Barack Obama, și membri ai administrației sale și alți lideri mondiali au declarat public că nu vor participa, iar aceste acțiuni s-au legat de eforturile de protest. În SUA, delegația olimpică este alcătuită din mai multe LGBT olimpici, și sportivii, inclusiv Brian Boitano, și Martina Navratilova. De asemenea, celebrități și artiști, cum ar fi Elton John, Thomas Roberts, Madonna, și Andy Cohen, au boicotat țara și au protestat în aparițiilor lor publice.
Ca răspuns la proteste și la campania de boicot, corporațiile și Comitetul Olimpic Internațional au luat măsuri pentru a garanta siguranța angajaților lor, sportivilor, și personalului, care se află în Rusia, înainte sau în timpul Jocurilor Olimpice.

## Context

### Drepturi LGBT în Rusia
Drepturile LGBT în Rusia se îmbunătățeau constant până în 2013. Relațiile sexule între persoane de același sex, adulte care consimt, în privat au fost dezincriminate în 1993, dar momentan nu sunt legi care să intezică discriminarea pe baza orientării sexuale sau identității de gen și exprimarea lor, iar cuplurile de același sex sunt ineligibile pentru protecția legală disponibilă cuplurilor de sex opus. Vârsta consimțământului a fost aceeași pentru relațiile homosexuale cât și pentru relațiile heterosexuale din 2003, iar homosexualitatea a fost declasificată ca o maladie mentală în 1999. Transexualii au putut să își schimbe sexul legal din 1997. Drepturile LGBT în Rusia se confruntă cu provocări legale și sociale, precum și discriminare ne-experimentată de persoane non-LGBT. La jumătoatea anului 2013, Rusia a fost ținta criticilor și condamnării din jurul lumii și a comunității internaționale pentru adoptarea unei legi care interzice distribuirea „propagandei relațiilor sexuale netradiționale” minorilor. De la trecerea amendamentului anti-gay, presa a raportat presa a reportat arestarea unor activiști pentru drepturile LGBT, dar și o incidență în creștere a infracțiunilor motivate de ură (hatecrime), inclusiv infracțiuni perpetrate de grupuri neo-naziste împotriva unor minori gay. O lege care interzice paradele gay în Moscova pentru o sută de ani a fost de asemenea adoptată.  Organizațiile internaționale pentru apărarea drepturilor omului au descris situația ca fiind cel mai ostil climat pentru drepturile omului din era post-sovietică, iar activista rusă pentru drepturile omului Lyudmila Alexeyeva a numit adoptarea legii anti-gay „un pas înainte spre Evul Mediu.” Rusia a fost decrisă ca o țară cu atitudini sociale conservatoare pe probleme de drepturi LGBT, cu sondaje recente indicând faptul că o mare majoritate a cetățenilor ruși se opune recunoașterii juridice a căsătoriei între persoane de același sex și sprijină legile adoptate împotriva cetățenilor săi LGBT. Orașe mari precum Moscova și Sankt Petersburg au fost descrise ca fiind mai tolerante, și este cunoscut că au comunități LGBT prospere.

## Protestele orașelor înfrățite
În 2013, orașe din jurul lumii și-au re-evaluat relațiile de înfrățire cu orașe din Rusia din cauza creșterii încălcării drepturilor LGBT acolo în ultimii ani, și a legilor anti-homosexualitate rusești. Milano și Veneția, înfrățite în trecut cu Sankt Petersburg, și-au suspendat legăturile cu acest oraș din cauza interdicției municipale asupra „propagandei gay”. Milano și întrerupt legătura cu Sankt Petersburg la 23 noiembrie 2012, iar Veniția i-a urmat la 28 ianuarie 2013. Orașul Los Angeles a pus în dezbatere subiectul suspendării statutului de orașe înfrățite cu St. Pertersburg în 2013. Carl Katter a organizazat o campanie pentru ca orașul Melbourne să-și întrerupă legăturile cu orașul rus.